# 木林乡
木林乡，是中华人民共和国甘肃省平凉市崇信县下辖的一个乡镇级行政单位。

## 行政区划
木林乡下辖以下地区：
桃花岭村、东阳寨村、崖窑村、沟老村、木林村、大庄村、马家沟村、金龙村和野羊村。